# Associazione Sportiva Anzio Nuoto e Pallanuoto
L'Associazione Sportiva Anzio Nuoto e Pallanuoto è stata una società pallanuotistica di Anzio.

## Storia
La sezione pallanuotistica viene fondata nel 1946 sotto il nome di Delfino Anzio. Sotto la presidenza di Conte Camucci, primo presidente della società, il nome della squadra diventò Rari Nantes Anzio, nel 1949. Nel 1954 la squadra entra a far parte della neo-fondata Polisportiva Anzio. Contemporaneamente in questo periodo la presidenza passa per Renzo Ruberto, Giancarlo Criscuolo e Arrigo Cecchini. Nel decennio che va dal 1974 al 1984 la società fa un salto di qualità sotto le presidenze di Renato Stefanelli, Mario D'Andrassi e Gianfranco Tontini. Nel 1992 viene nuovamente cambiato il nome della società che passa da Rari Nantes Anzio all'attuale Associazione Sportiva Anzio Nuoto e Pallanuoto.
Nel 1995 partecipa per la prima volta nella sua storia alla Serie A1. 
Nel 2018 a seguito della decisione del Comune di affidare la gestione della piscina alla Federazione Italiana Nuoto ha cessato le attività.

## Palmarès

### Trofei giovanili
- Campionato italiano maschile U-17 B: 1

2018